# HTR-10
HTR-10 — ядерный реактор с газовым охлаждением (High-Temperature Gas cooled Reactor, HTGR) с галечным слоем малой мощности (10 МВт), разработанный в Университете Цинхуа в Китае. 
Строительство прототипа началось в 1995 году, первая критичность достигнута в декабре 2000 года, а в январе 2003 года реактор был запущен на полную мощность.
Два реактора HTR-PM, увеличенные версии HTR-10 мощностью 250 МВт, запущены в опытную эксплуатацию  20 декабря 2021 года на АЭС Шидаовань (первый энергоблок Shidao Bay-1) недалеко от города Жунчэн в провинции Шаньдун.

## Разработка
HTR-10 создан по образцу немецкого HTR-MODUL. Как и HTR-MODUL, HTR-10 считается принципиально более безопасным, потенциально более дешевым и более эффективным, чем другие конструкции ядерных реакторов (см. Поколения ядерных реакторов). 
HTR-10 представляет собой высокотемпературный реактор с галечным слоем, в котором используются сферические тепловыделяющие элементы с частицами топлива, покрытые керамикой. 
Активная зона реактора имеет диаметр 1,8 м, среднюю высоту 1,97 м, объем 5,0 м³ и окружена графитовыми отражателями. Активная зона состоит из 27 000 тепловыделяющих элементов. 
В тепловыделяющих элементах используется низкообогащенный уран со средним расчетным выгоранием 80 000 МВт·сут/т. 
Давление гелиевого контура теплоносителя первого контура составляет 3,0 МПа.
Температура на выходе колеблется от 700 до 950 °С, что позволяет этим реакторам эффективно вырабатывать водород в качестве побочного продукта, обеспечивая тем самым недорогое и экологически чистое топливо для транспортных средств, работающих на топливных элементах.

## Внешние ссылки
- Let a Thousand Reactors Bloom // Wired News
- April 2014: presentation given to the IAEA: HTR Progress in China